# Rijksbeschermd gezicht Haarlem-Noord
Gezicht Haarlem-Noord is een van rijkswege beschermd stadsgezicht in Haarlem in de Nederlandse provincie Noord-Holland. De procedure voor aanwijzing werd gestart op 6 mei 2009. In december 2015 werd de aanwijzing behandeld in de gemeenteraad. Het gebied is 5 juli 2016 definitief aangewezen. Het beschermd gezicht beslaat een oppervlakte van 178,4 hectare. Zuidelijk loopt het tot aan De Bolwerken, onderdeel van Rijksbeschermd gezicht Haarlem.
Panden die binnen een beschermd gezicht vallen krijgen niet automatisch de status van beschermd monument. Wel zal de gemeente het bestemmingsplan aanpassen om nieuwe ontwikkelingen in het gebied te reguleren. De gezichtsbescherming richt zich op de stedenbouwkundige en cultuurhistorische waardering van een gebied en wil het toekomstig functioneren daarvan veiligstellen.

## Rijksmonumenten binnen dit gebied
- Schoterveense Molen
- Kaatsbaan
- Huis ter Kleef
- Huis te Zaanen
- Het Dolhuys
- Onder Dak
- Ripperda Kazerne
- Algemene Begraafplaats Kleverlaan
- Heilig-Hartkerk
- Marnixstraat 2 t/m 24
- Jan Haringstraat 1 t/m 23
- Kleverlaan 91 t/m 137
- Kleverlaan 139 t/m 181